# Emelia Hansson
Emelia Hansson, född 4 januari 1994, är en svensk skådespelare och filmregissör.
Hon studerade på Lunds dans- och musikalgymnasium 2010–2013 och långfilmsdebuterade i rollen som Alexandra Hammar i Wallander – Försvunnen 2013. Hansson har medverkat i olika TV-produktioner och i ett flertal kort- och långfilmsproduktioner, bland annat i publiksuccén Vår tid är nu. 
2016 vann hon Bästa kvinnliga biroll på Sveriges kortfilmsfestival för sin insats i kortfilmen Bråk (regi: Mårten Gisby).
Hansson regidebuterade med kortfilmen Dagslända, som hon både skrev och regisserade. Filmen hade premiär på Göteborgs filmfestival 2019. På Pixels filmfestival vann hon Pixel talent award, ett pris för regissörer. 

## Film och TV (urval)
- 2019 - Demoner  | Regi:  Daniel Lopez Nelson
- 2019 - Kontroll   | Regi: Jenny Wallin
- 2018 - Vår tid är nu | Regi: Andrea Östlund
- 2018 - Lingonnatten | Regi: Erica Elfström
- 2016 - Bieffekterna | Regi: Andreas Climent, André Hedetoft
- 2016 - Bitch | Regi:   Csaba Bene Perlenberg
- 2016 - Mr. Sugar Daddy | Regi:   Dawid Ullgren
- 2016 - Gråt inte | Regi: Mikael Ersson
- 2016 - Bråk | Regi: Mårten Gisby
- 2015 - Puss gumman  | Regi: Jannica Lavin/Louise Eriksson
- 2013 - Halvvägs till himlen  | Regi: Leif Lindblom
- 2013 - Wallander Försvunnen  | Regi: Leif Magnusson
- 2013 - Duett   | Regi: Mattias Thernström Florin
- 2013 - Kärlek kl. 03.56   | Regi: Dawid Ullgren